# Sesvete Ludbreške
Sesvete Ludbreške falu Horvátországban, Varasd megyében. Közigazgatásilag Sveti Đurđhoz tartozik.

## Fekvése
Varasdtól 25 km-re, községközpontjától 4 km-re keletre a Dráva jobb partján fekszik.

## Története
Története során végig a szentgyörgyi plébániához tartozott. Az 1680-as egyházi vizitáció szerint 28 ház állt a faluban.
1857-ben 486, 1910-ben 683 lakosa volt. 1920-ig Varasd vármegye Ludbregi járásához tartozott. 2001-ben 142 háza és 519 lakosa volt.

## Nevezetességei
A Mindenszentek tiszteletére szentelt kápolnája 1909-ben épült.

## Külső hivatkozások
- A község hivatalos oldala
- A Szent György plébánia honlapja